# Jim Clark

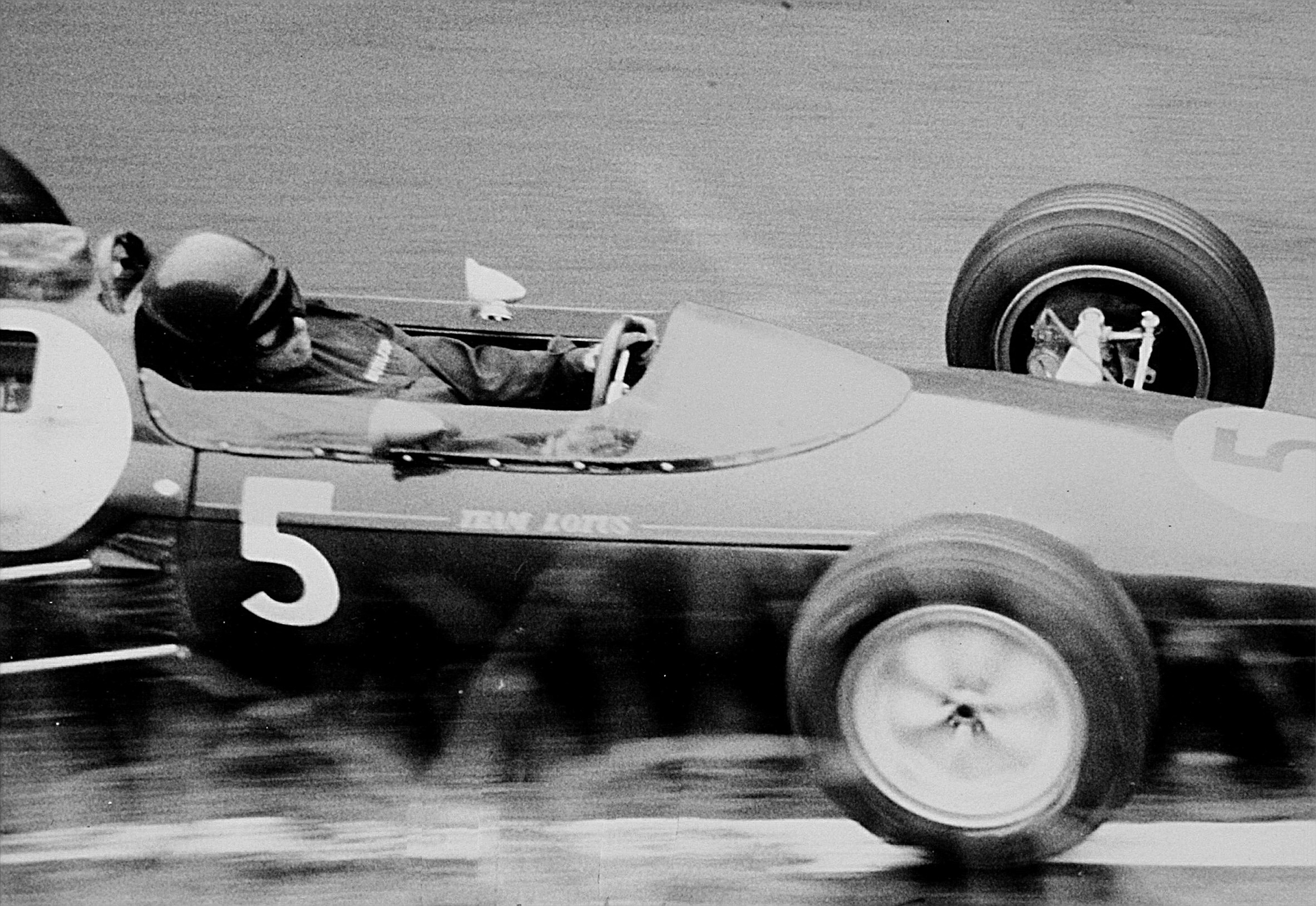
Clark beim Großen Preis von Deutschland 1962

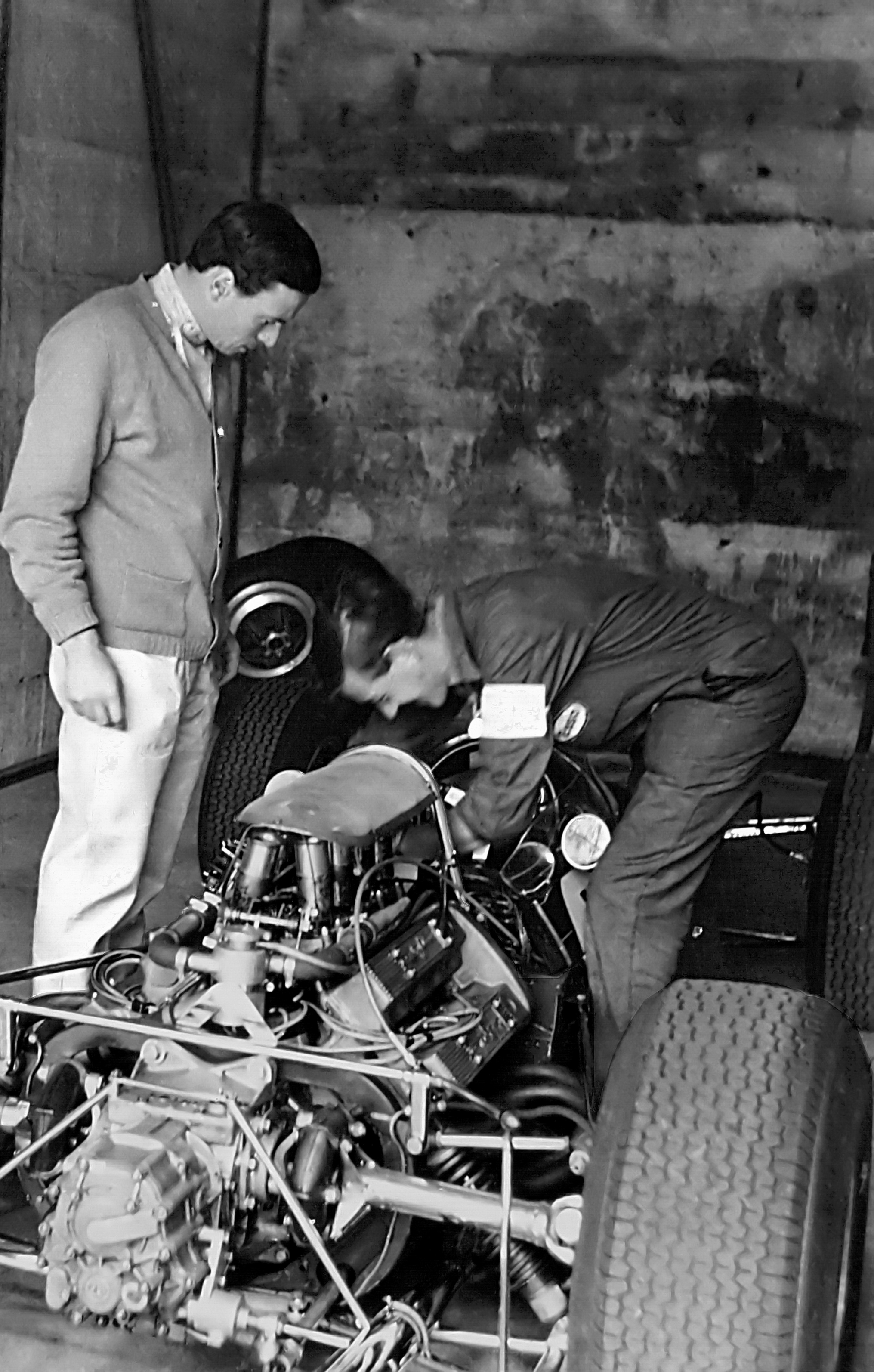
Jim Clark mit Mechaniker, 1965

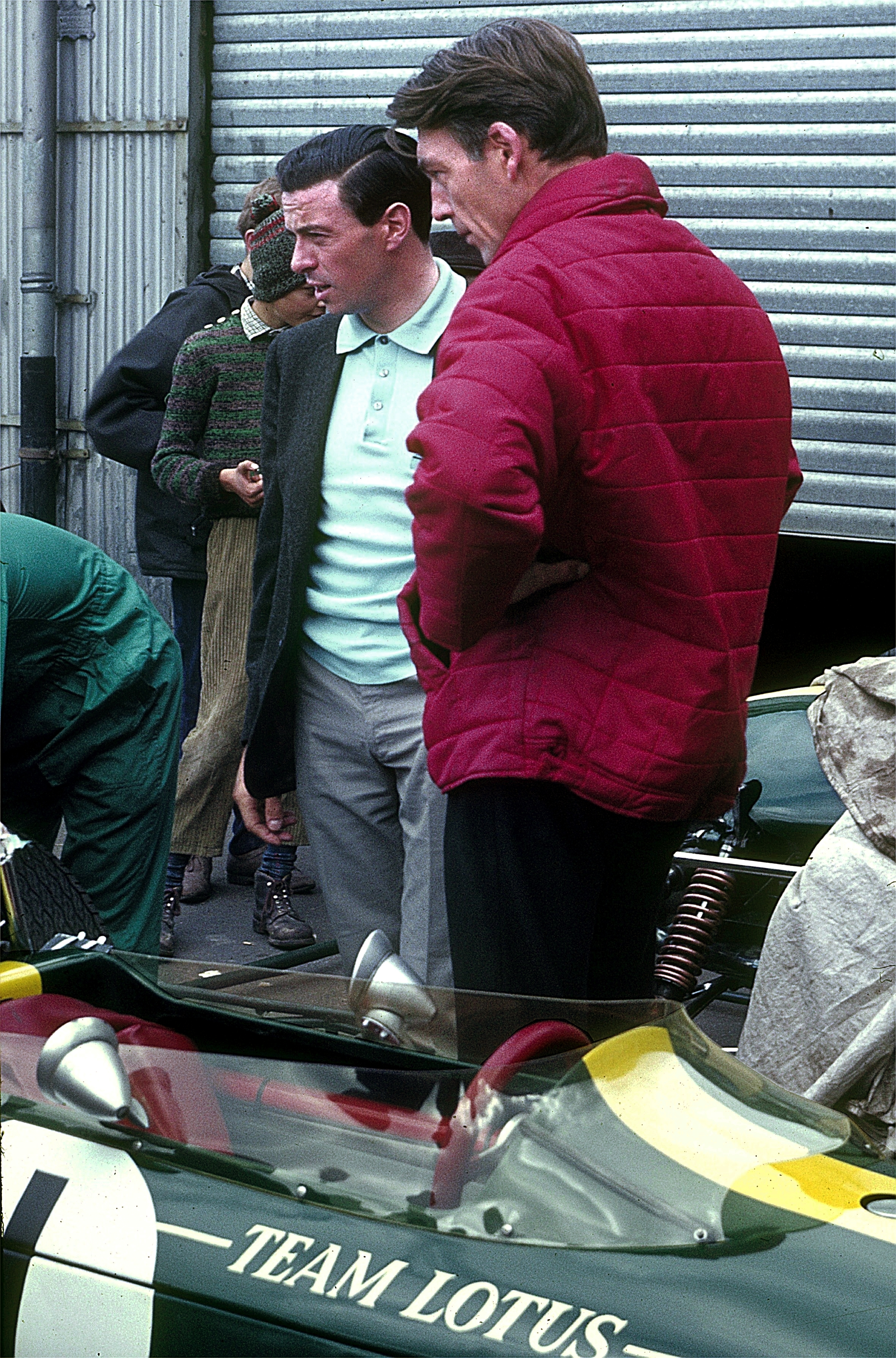
Jim Clark (links) am Nürburgring, August 1966

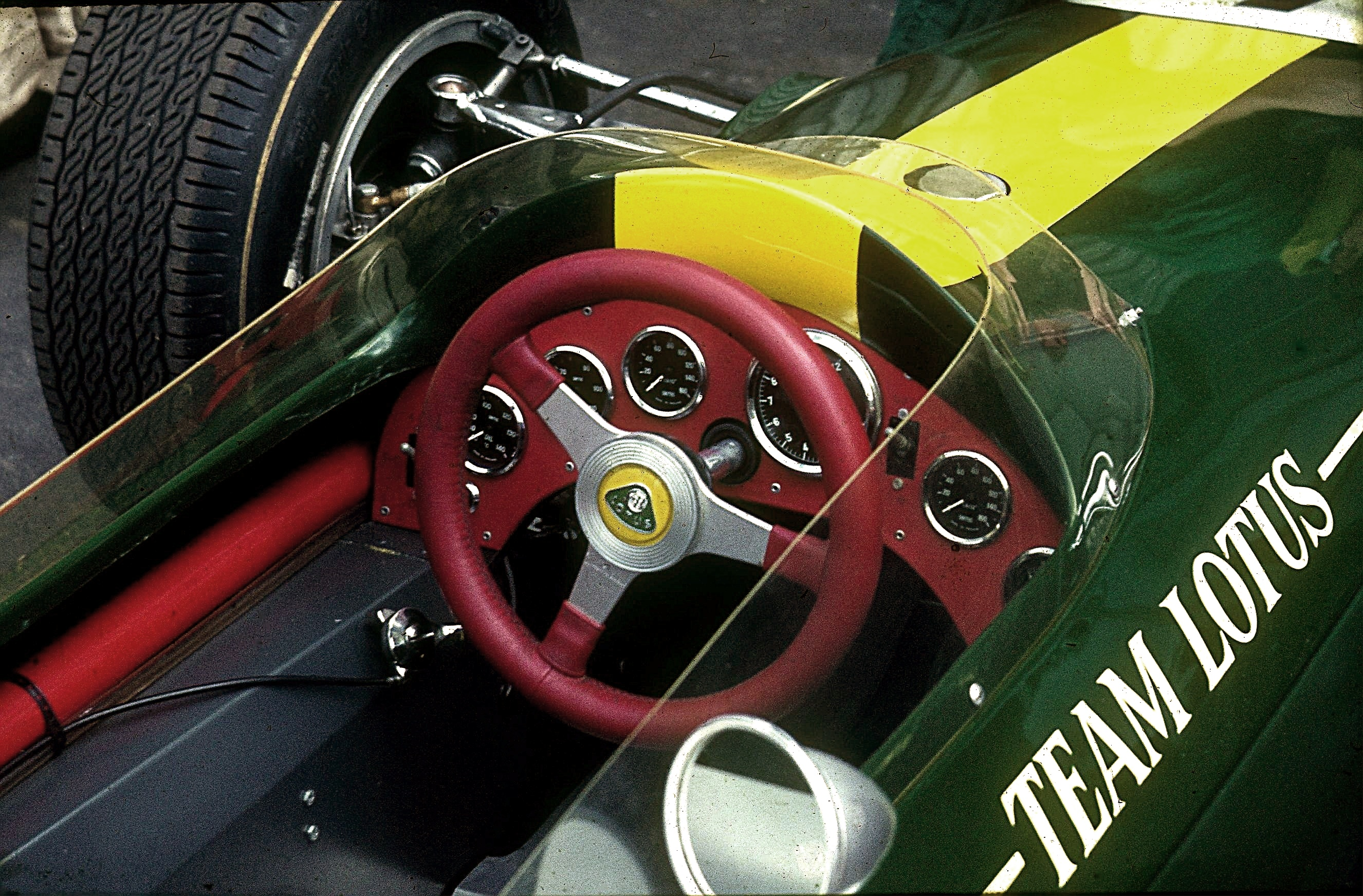
Das Cockpit von Jim Clarks Lotus, 1966

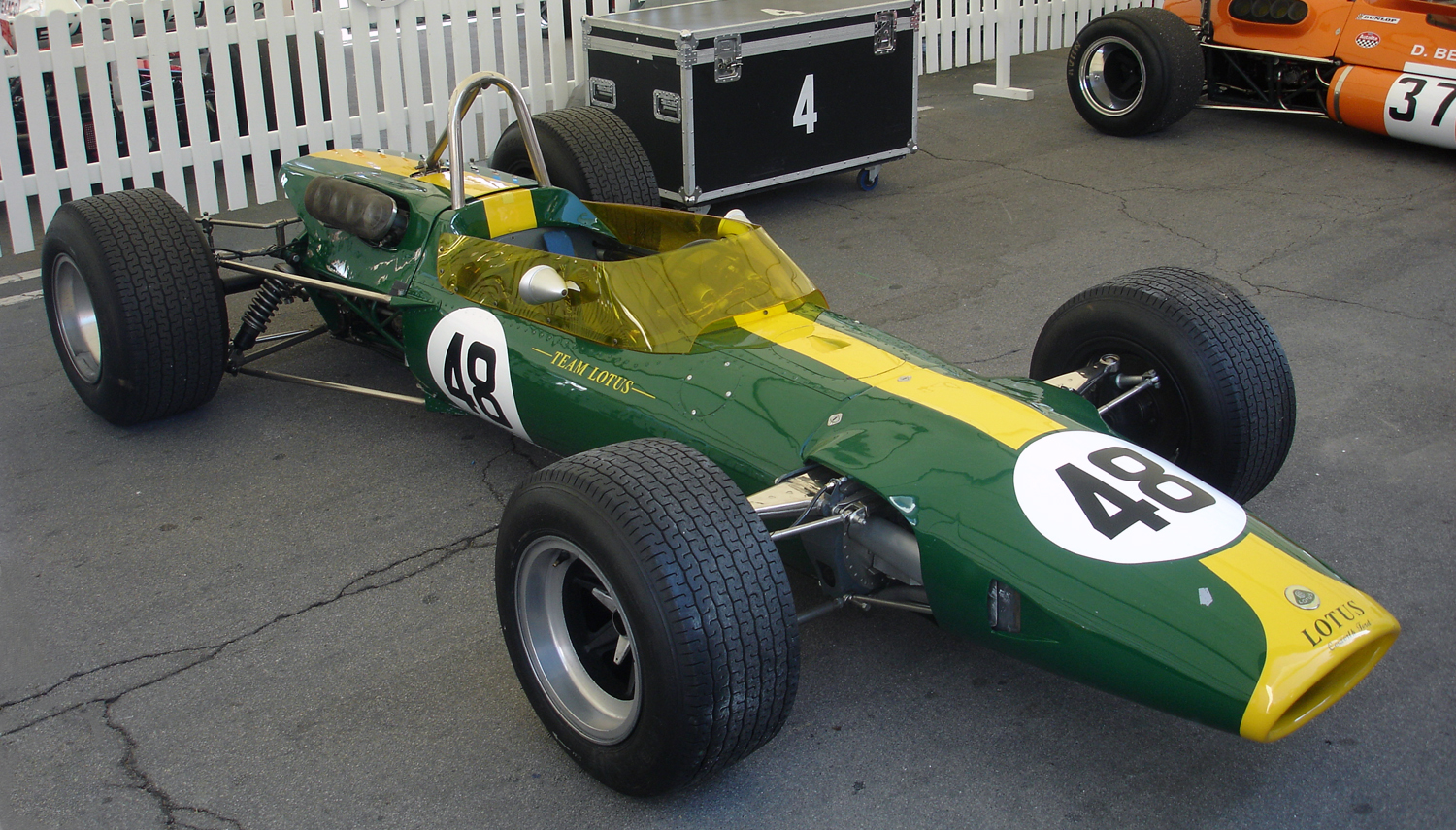
Lotus 48

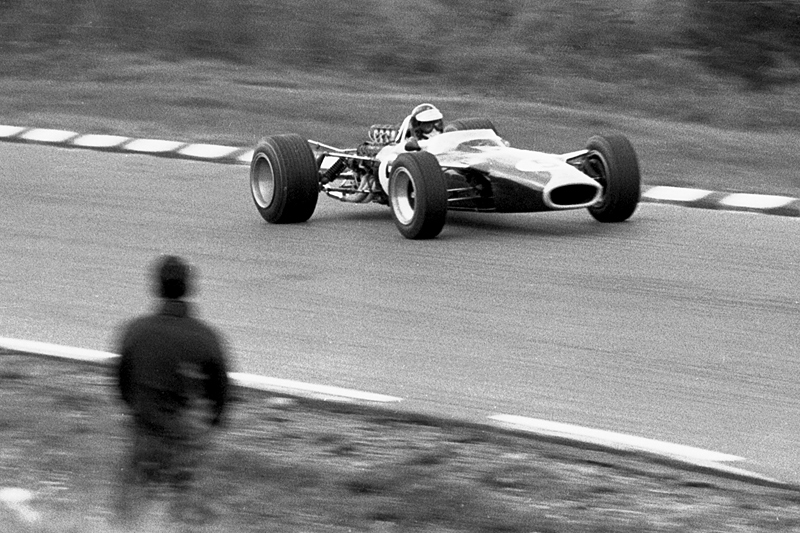
Jim Clark im Lotus 49

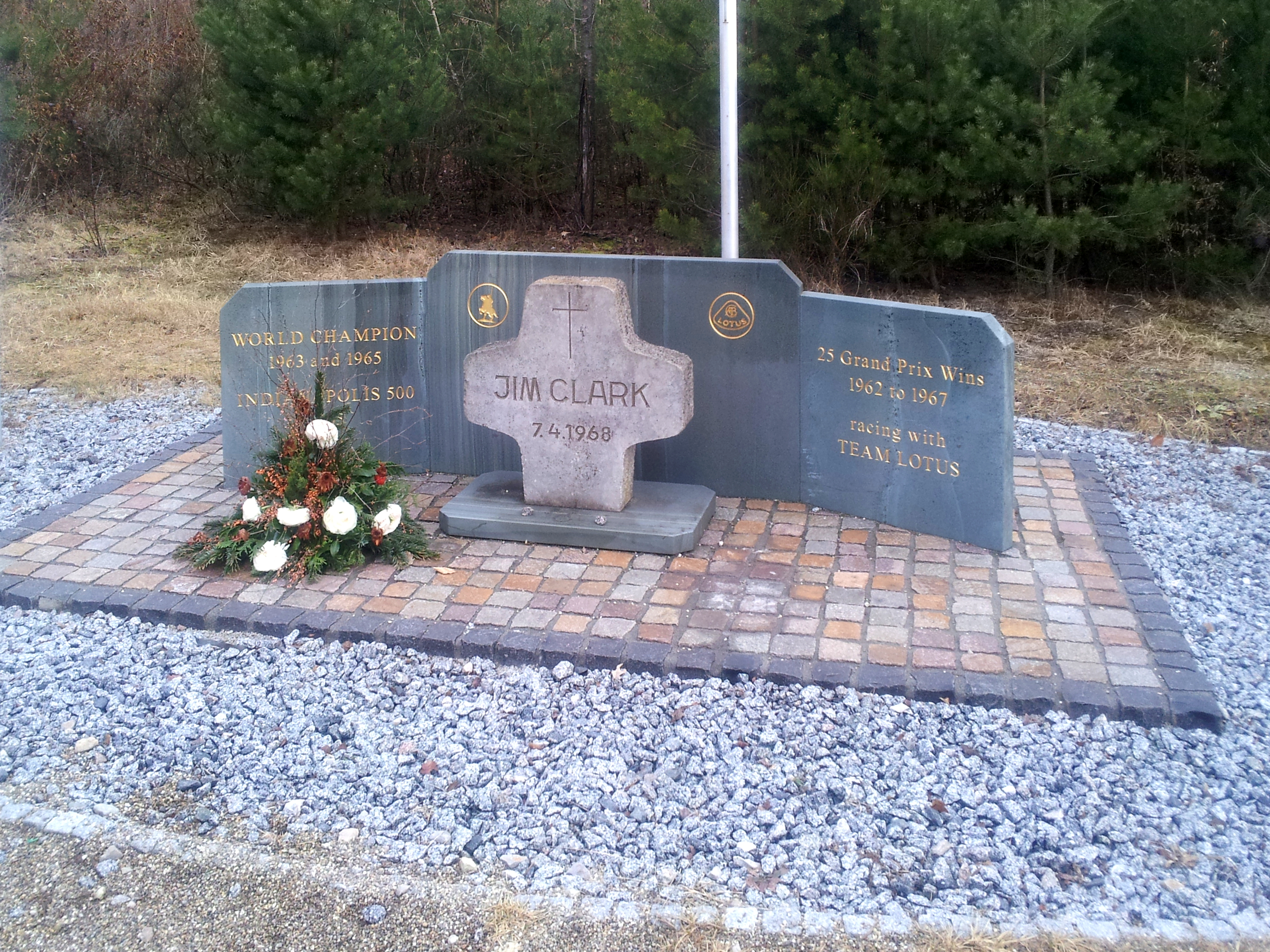
Jim-Clark-Gedenkstätte am Hockenheimring mit Fehler: er gewann auch 1968.

James „Jim“ Clark junior, OBE (* 4. März 1936 in Kilmany, Fife, Schottland; † 7. April 1968 in Hockenheim) war ein britischer Automobilrennfahrer. Er startete zwischen 1960 und 1968 bei 72 Grand-Prix-Rennen für Lotus in der Formel 1 und wurde zweimal Weltmeister (1963 und 1965).

## Leben und Karriere
Jim Clark gilt als einer der besten Formel-1-Piloten der Geschichte und wurde zum Vorbild für zahlreiche spätere Weltmeister, darunter Jackie Stewart, Alain Prost und Ayrton Senna. Seine 25 Siege in zur Fahrer-Weltmeisterschaft zählenden Grands Prix stellten bei seinem Tod Formel-1-Rekord dar.
Er wurde im Südosten Schottlands in der Grafschaft Berwickshire als Sohn eines Farmers geboren, der eine große Schafzucht betrieb. Nach Beendigung der höheren Schule in Edinburgh mit einem Abschluss, der der mittleren Reife vergleichbar ist, machte er eine Lehre als Landwirt im elterlichen Betrieb.
Seine sportlichen Hobbys in der Jugend waren Leichtathletik und Hockey. Mit 18 Jahren machte er den Führerschein und nahm an lokalen Clubrennen in Schottland teil. Diese Rennen bestritt er mit deutschen Automobilen der Marken DKW und Porsche.
Die ersten größeren, nationalen Rennen fuhr er 1958 für eine private Renngemeinschaft mit einem Jaguar D-Type und gewann auf Anhieb. In diesem Jahr startete er bei 33 Rennen, von denen er 20 gewann; achtmal erreichte er Platz zwei. Überlegen gewann er seinen ersten Titel, den Scottish Speed Championship. Das letzte Rennen dieser Saison bestritt er auf einem Lotus Elite und lernte dabei Colin Chapman kennen, den Eigentümer von Lotus. In seiner letzten Saison bei der Renngemeinschaft im Jahr 1959 erzielte er 23 Siege und neun zweite Plätze. Clark war damals schon für seinen schonenden Fahrstil und sein Talent bekannt, sich auf ein Fahrzeug einzustellen.
Ab 1960 fuhr Clark in der Automobil-Weltmeisterschaft, ausschließlich für Lotus unter Teamchef Colin Chapman, zu dem er eine freundschaftliche Beziehung pflegte. Im September 1961 war Clark in einen der schwersten Unfälle der Formel-1-Geschichte verwickelt. Beim Großen Preis von Italien in Monza kollidierte Wolfgang Graf Berghe von Trips in seinem Ferrari in der zweiten Runde bei der Anfahrt zur Parabolica-Kurve mit Clark. Bei diesem als „schwarze Stunde der Formel 1“ bezeichneten Unfall schleuderte der Ferrari von Berghe von Trips auf den seitlichen Erdwall der Geraden vor der Kurve und prallte gegen die Drahtabzäunung vor der Tribüne, wobei 15 Zuschauer getötet und 60 weitere verletzt wurden. Berghe von Trips wurde dabei aus dem Rennwagen geschleudert und starb durch einen Genickbruch.
Seinen ersten Sieg in der Formel 1 feierte Clark 1962 beim Großen Preis von Belgien in Spa-Francorchamps, wo zwei Jahre vorher sein damaliger Teamkollege Alan Stacey tödlich verunglückt war. Im selben Jahr wurde er auf einem Lotus 25 Vize-Weltmeister. 1963 und 1965 wurde er Weltmeister. Dazwischen, im Jahr 1964, gewann er zwar drei der ersten fünf Rennen, fiel aber in den restlichen fünf Rennen durch technische Defekte aus und wurde WM-Dritter. 1965 gewann er das Indianapolis 500. Im darauffolgenden Jahr wurde er dort Zweiter hinter Graham Hill.
Ab der Saison 1966 wurden neue Regeln eingeführt und der Hubraum verdoppelt. Lotus hatte jedoch noch keinen geeigneten Motor und musste vorerst weiterhin die Coventry-Climax-Aggregate verwenden. Von B.R.M. wurde der aus zwei Achtzylindern zusammengesetzte 16-Zylinder-Motor zur Verfügung gestellt. Das schwere vibrierende Aggregat mit unausgereifter Motor-Getriebe-Abstimmung bezeichnete selbst B.R.M.-Stammfahrer Jackie Stewart als „unfahrbar“. Trotzdem gewann Clark den Großen Preis der USA in Watkins Glen mit diesem B.R.M. H16 in seinem Lotus 33. Der Sieg in diesem Wagen war der einzige F1-Sieg eines 16-Zylinders.
Im dritten Rennen des Jahres 1967 wurde der bahnbrechende Lotus 49 eingeführt, mit dem ebenso neuartigen Ford-Cosworth DFV. Das Triebwerk wurde bis 1982 zum erfolgreichsten Motor der Formel-1-Geschichte. Clark und sein Teamkollege Graham Hill erzielten in dieser Saison alle Trainingsbestzeiten. Im Rennen erlitt der Lotus jedoch meist Defekte, was Clark aber nicht daran hinderte, vier von neun Rennen zu gewinnen. Beim Großen Preis von Deutschland auf dem Nürburgring erzielte Clark mit mehr als neun Sekunden Vorsprung die Pole-Position.
Der Große Preis von Italien 1967 gilt als das größte Rennen Clarks – obwohl er es nicht gewann – und als das vielleicht beeindruckendste der Formel-1-Historie, noch vor den Siegesfahrten Fangios beim Großen Preis von Deutschland 1957 und von Moss beim Großen Preis von Deutschland 1961. Clark lag mit seinem Lotus 49, Chassis R 2, in Führung, verlor dann eine ganze Runde an der Box, holte diese anschließend wieder auf und setzte sich erneut an die Spitze. Dabei verbesserte er ständig den Rundenrekord und erreichte die Zeit seiner Trainingsbestleistung. Kurz vor Rennende konnten die Benzinpumpen die Restmenge Sprit nicht mehr fördern und Clarks Wagen rollte nur noch als Dritter über die Ziellinie aus. John Surtees gewann das Rennen für Honda. Da er ansonsten nur noch einen Punkt für einen sechsten Platz erzielte, wurde er 1967 WM-Dritter hinter den Piloten des zuverlässigen Brabham-Repco.
Eine ähnliche Demonstration seines Talents zeigte Clark beim 1000-km-Rennen auf dem Nürburgring 1962. Clark fuhr den vergleichsweise schwach motorisierten Lotus 23, ausgerüstet mit einem 1,5-Liter-Fordmotor, der maximal 110 PS Leistung abgab. Es war zunächst ein Regenrennen und die Konkurrenz von unter anderem Ferrari hatte eine ganze Armada von 2,5-Liter- und 4-Liter-Prototypen aufgefahren, mit Weltklassefahrern wie Phil Hill, Olivier Gendebien, Willy Mairesse, Mike Parkes, Pedro Rodríguez oder Lorenzo Bandini. Deren Wagen leisteten 270 PS (Dino 246SP) bzw. gar 390 PS (330 GTO). Clark wurde im Training Siebter. Aus der ersten Runde kam er mit etwa 20 Sekunden Vorsprung, nach der sechsten Runde betrug sein Vorsprung bereits knapp zwei Minuten. Obwohl es immer trockener wurde, hatten die anderen Fahrer keine Chance gegen Clark. Aber wie in Monza 1967 gab es auch hier kein siegreiches Ende. Der Auspuff riss in der zwölften Runde und es gelangten Gase ins Cockpit, die Clark benommen machten. Er kam von der Fahrbahn ab und verunfallte, blieb aber unverletzt.

## Tödlicher Unfall
1968 wurde auch in Europa Werbung auf Rennwagen ermöglicht, insbesondere Zigarettenmarken engagierten sich, und auch Jim Clark sollte mit den neuen rollenden Litfaßsäulen nicht nur in der Formel 1 Geld verdienen. Sein nun rot-weiß-goldener Formel-2-Wagen vom Typ Lotus 48 war in der Vorwoche auf dem Circuit de Montjuïc in Barcelona beschädigt worden. Wegen Vertragskonflikt bei den Reifenpartnern kam kein Einsatz der Lotus-Firestone-Piloten Hill und Clark auf einem der beiden neuen Goodyear-bereiften Ford-P68-Prototypen beim 6-Stunden-Rennen von Brands Hatch 1968 zustande. Clark trat daher auf dem Hockenheimring bei der zur Formel-2-Europameisterschaft 1968 zählenden Deutschland-Trophäe an. Am Abend vor dem Rennen gab er im Aktuellen Sportstudio ein Interview.
Im Regen verunglückte Clark in dem für ihn völlig unbedeutenden Formel-2-Rennen tödlich. Vermutlich infolge eines schleichenden Plattfußes und Reifenschadens, als er auf der nördlichen Waldgeraden nach dem Motodrom von der Piste abkam und mit seinem Lotus 48 gegen einen Baum schleuderte. Leitplanken waren damals noch nicht montiert. Es gab keinen unmittelbaren Augenzeugen, da an dieser abgelegenen Stelle im Wald keine Zuschauer standen. Chris Irwin, der rund 200 Meter hinter Clark lag, und der Sportwart am etwa 500 Meter entfernten nächsten Streckenposten konnten nur berichten, dass der Wagen ohne erkennbaren Grund ins Schleudern geriet und die Strecke verließ.
Jim Clark wurde auf dem Chirnside Parish Churchyard in Chirnside, Scottish Borders beigesetzt. Die von Lotus-Chef Colin Chapman in Auftrag gegebene Untersuchung des Unfalls durch Peter Jowitt, einen auf Unfallermittlungen von Militärflugzeugprototypen spezialisierten Ingenieur, ergab, dass Jim Clark keine Chance hatte. Auf dem Waldboden versuchte er noch mit Maximaldrehzahl das Fahrzeug in eine andere Richtung zu steuern, doch durch die Vielzahl der Bäume fehlte der Platz und es kam zu dem fatalen seitlichen Einschlag. Jowitt kam zu dem Ergebnis, dass ein Reifenschaden ursächlich für das Unglück war. 
Erst später wurden Leitplanken in Hockenheim aufgestellt, Sicherheitsstreifen angelegt und nahe seiner Unfallstelle eine Bremsschikane errichtet, die Jim-Clark-Schikane genannt wurde. An der Unglücksstelle wurde ein Gedenkstein errichtet, der nach dem Jahr 2000 im Zuge der umfangreichen Umbauarbeiten am Hockenheimring (Verkürzung und geänderte Streckenführung, um weiterhin „Formel-1-tauglich“ zu sein) in Richtung Motodrom versetzt wurde.
Clarks Tod erschütterte den gesamten Rennsport und schockierte Fahrerkollegen ebenso wie Motorsport-Fans. Juan Manuel Fangio sagte noch kurz vor seinem Tod im Jahr 1995, dass seiner Meinung nach Jim Clark der mit Abstand größte Fahrer aller Zeiten sei. Bereits in seinem Nachruf auf Clark im April 1968 äußerte er unumwunden: „Er war besser als ich.“ Eine vergleichbare Reaktion gab es lediglich noch einmal in der Geschichte der Formel 1, 26 Jahre später beim Tod Ayrton Sennas.
Jene Jahre des Rennsports waren von einer Reihe tödlicher Unfälle im Automobilsport überschattet: Zwischen 1967 und 1971 kamen Lorenzo Bandini (Ferrari, Monaco), Lucien Bianchi (Alfa Romeo, Le Mans), Mike Spence (Indianapolis), Piers Courage (Zandvoort), Ludovico Scarfiotti (Bergrennen Roßfeld), Bruce McLaren (Goodwood), Jochen Rindt (Monza), Pedro Rodríguez (Norisring) und Jo Siffert (Brands Hatch) in ihren Rennwagen ums Leben, zudem Gerhard Mitter und Günter Klass.

## Vermächtnis
Seit 1997 wird im schottischen Duns, wo Clark aufwuchs, jährlich im Juli das Rallye-Rennen Jim Clark Memorial Rally zu seinen Ehren veranstaltet. Von 1969 bis 1984, also so lange wie die Formel 2 bestand, wurde alljährlich im April auf dem Hockenheimring das zur Europameisterschaft zählende „Jim Clark-Gedächtnisrennen“ ausgefahren. Seit 2005 findet auf dem Hockenheimring das jährliche Jim Clark Revival statt.
Der „Jim Clark Room“ im schottischen Duns, unweit seiner Farm Edington Mains in den Scottish Borders, wird noch heute jährlich von vielen Tausenden Fans aus aller Welt besucht. Auch Ayrton Senna besuchte diesen Ausstellungsraum, um ungestört von Presse und Neugierigen mehr über sein Idol zu erfahren, und hielt in der ehemaligen Schule Clarks in Edinburgh einen Vortrag.
In Jim Clarks Geburtsort Kilmany, Fife, südlich von Aberdeen, einem sehr kleinen Dorf, enthüllten Ende der 1990er-Jahre Jackie Stewart und andere Prominenz eine Bronzestatue in Lebensgröße. Als Vorlage für den Bildhauer diente das Lieblingsfoto von Clarks Mutter, das Jim anlässlich des GP von Belgien 1967 in Spa durch die Boxengasse gehend zeigt.
2002 wurde Jim Clark in die Scottish Sports Hall of Fame aufgenommen.

## Privat
Zu Clarks Hobbys zählten das Fotografieren, die Jagd und Jazz-Musik, speziell von Louis Armstrong und Ella Fitzgerald. Seine bescheidene Art wurde dadurch unterstrichen, dass er sehr heimatverbunden war, wenig Alkohol trank und Nichtraucher war. Clark blieb Junggeselle, benahm sich jedoch nie – obgleich dem weiblichen Geschlecht nicht abgeneigt – wie ein Playboy.

## Zahlen, Daten, Fakten – Formel 1
Im Jahre 1968 gewann Clark noch im Januar das erste F1-Rennen der Saison in Kyalami, wodurch er mit nun 25 GP-Siegen Juan Manuel Fangio überholte.
Bei 72 GP-Starts erzielte Clark 25 Siege, 33 Trainingsbestzeiten und 28 schnellste Runden. Dazu 13 Hattricks, also Pole, Sieg und schnellste Rennrunde im gleichen Rennen. Nur Fangio hat eine bessere Start-Pole-Quote und neben Ascari eine bessere Start-Sieg-Quote aufzuweisen. Clarks Hattrick-Quote ist bis heute unerreicht. Michael Schumacher hat zwar die Gesamtzahl erreicht und übertroffen, benötigte dafür aber rund die dreifache Anzahl von Starts. Mit seinen acht erzielten Grand Slams ist er Rekordhalter in der Formel-1.
Damals wurden noch viele nicht zur Weltmeisterschaft zählende Formel-1-Rennen ausgetragen. Zählt man diese hinzu, kommt Clark auf über 50 Formel-1-Siege. Dazu kommen Erfolge bei Sportwagen und selbst Tourenwagen, auf dem Lotus Cortina.

## Statistik

### Statistik in der Automobil-Weltmeisterschaft
| - 1962 Belgien (Spa-Francorchamps) - 1962 Großbritannien (Aintree) - 1962 USA (Watkins Glen) - 1963 Belgien (Spa-Francorchamps) - 1963 Niederlande (Zandvoort) - 1963 Frankreich (Reims) - 1963 Großbritannien (Silverstone) - 1963 Italien (Monza) - 1963 Mexiko (Mexiko-Stadt) | - 1963 Südafrika (East London) - 1964 Niederlande (Zandvoort) - 1964 Belgien (Spa-Francorchamps) - 1964 Großbritannien (Brands Hatch) - 1965 Südafrika (East London) - 1965 Belgien (Spa-Francorchamps) - 1965 Frankreich (Clermont-Ferrand) - 1965 Großbritannien (Silverstone) - 1965 Niederlande (Zandvoort) | - 1965 Deutschland (Nürburg) - 1966 USA (Watkins Glen) - 1967 Niederlande (Zandvoort) - 1967 Großbritannien (Silverstone) - 1967 USA (Watkins Glen) - 1967 Mexiko (Mexiko-Stadt) - 1968 Südafrika (Kyalami) |

#### Gesamtübersicht
| Saison | Team       | Chassis  | Motor                | Rennen | Siege | Zweiter | Dritter | Poles | schn. Rennrunden | Punkte  | WM-Pos. |
| ------ | ---------- | -------- | -------------------- | ------ | ----- | ------- | ------- | ----- | ---------------- | ------- | ------- |
| 1960   | Team Lotus | Lotus 18 | Climax 2.5 L4        | 6      | −     | −       | 1       | −     | −                | 8       | 10.     |
| 1961   | Team Lotus | Lotus 21 | Climax 1.5 L4        | 8      | −     | −       | 2       | −     | 1                | 11      | 7.      |
| 1962   | Team Lotus | Lotus 25 | Climax 1.5 V8        | 9      | 3     | −       | −       | 6     | 5                | 30      | 2.      |
| 1963   | Team Lotus | Lotus 25 | Climax 1.5 V8        | 10     | 7     | 1       | 1       | 7     | 6                | 54 (73) | 1.      |
| 1964   | Team Lotus | Lotus 25 | Climax 1.5 V8        | 6      | 3     | −       | −       | 3     | 2                | 32      | 3.      |
| 1964   | Team Lotus | Lotus 33 | Climax 1.5 V8        | 4      | −     | −       | −       | 1     | 1                | 32      | 3.      |
| 1965   | Team Lotus | Lotus 33 | Climax 1.5 V8        | 8      | 5     | −       | −       | 5     | 5                | 54      | 1.      |
| 1965   | Team Lotus | Lotus 25 | Climax 1.5 V8        | 1      | 1     | −       | −       | 1     | 1                | 54      | 1.      |
| 1966   | Team Lotus | Lotus 33 | Climax 2.0 V8        | 5      | −     | −       | 1       | 2     | −                | 16      | 6.      |
| 1966   | Team Lotus | Lotus 43 | BRM 3.0 H16          | 3      | 1     | −       | −       | −     | −                | 16      | 6.      |
| 1967   | Team Lotus | Lotus 43 | BRM 3.0 H16          | 1      | −     | −       | −       | −     | −                | 41      | 3.      |
| 1967   | Team Lotus | Lotus 33 | BRM 2.1 V8           | 1      | −     | −       | −       | −     | 1                | 41      | 3.      |
| 1967   | Team Lotus | Lotus 49 | Ford-Cosworth 3.0 V8 | 9      | 4     | −       | 1       | 6     | 4                | 41      | 3.      |
| 1968   | Team Lotus | Lotus 49 | Ford-Cosworth 3.0 V8 | 1      | 1     | −       | −       | 1     | 1                | 9       | 11.     |
| Gesamt | Gesamt     | Gesamt   | Gesamt               | 72     | 25    | 1       | 6       | 33    | 28               | 274     |         |

#### Einzelergebnisse
| Saison | 1   | 2   | 3   | 4   | 5   | 6   | 7   | 8   | 9   | 10 | 11 | 12 |
| ------ | --- | --- | --- | --- | --- | --- | --- | --- | --- | -- | -- | -- |
| 1960   |     |     |     |     |     |     |     |     |     |    |    |    |
|        |     |     | DNF | 5   | 5   | 16  | 3   |     | 16  |    |    |    |
| 1961   |     |     |     |     |     |     |     |     |     |    |    |    |
| 10     | 3   | 12  | 3   | DNF | 4   | DNF | 7   |     |     |    |    |    |
| 1962   |     |     |     |     |     |     |     |     |     |    |    |    |
| 9      | DNF | 1   | DNF | 1   | 4   | DNF | 1   | DNF |     |    |    |    |
| 1963   |     |     |     |     |     |     |     |     |     |    |    |    |
| 8      | 1   | 1   | 1   | 1   | 2   | 1   | 3   | 1   | 1   |    |    |    |
| 1964   |     |     |     |     |     |     |     |     |     |    |    |    |
| 4      | 1   | 1   | DNF | 1   | DNF | DNF | DNF | 7   | 5   |    |    |    |
| 1965   |     |     |     |     |     |     |     |     |     |    |    |    |
| 1      |     | 1   | 1   | 1   | 1   | 1   | 10  | DNF | DNF |    |    |    |
| 1966   |     |     |     |     |     |     |     |     |     |    |    |    |
| DNF    | DNF | DNS | 4   | 3   | DNF | DNF | 1   | DNF |     |    |    |    |
| 1967   |     |     |     |     |     |     |     |     |     |    |    |    |
| DNF    | DNF | 1   | 6   | DNF | 1   | DNF | DNF | 3   | 1   | 1  |    |    |
| 1968   |     |     |     |     |     |     |     |     |     |    |    |    |
| 1      |     |     |     |     |     |     |     |     |     |    |    |    |

| Legende  | Legende            | Legende                                                          |
| Farbe    | Abkürzung          | Bedeutung                                                        |
| -------- | ------------------ | ---------------------------------------------------------------- |
| Gold     | –                  | Sieg                                                             |
| Silber   | –                  | 2. Platz                                                         |
| Bronze   | –                  | 3. Platz                                                         |
| Grün     | –                  | Platzierung in den Punkten                                       |
| Blau     | –                  | Klassifiziert außerhalb der Punkteränge                          |
| Violett  | DNF                | Rennen nicht beendet (did not finish)                            |
| Violett  | NC                 | nicht klassifiziert (not classified)                             |
| Rot      | DNQ                | nicht qualifiziert (did not qualify)                             |
| Rot      | DNPQ               | in Vorqualifikation gescheitert (did not pre-qualify)            |
| Schwarz  | DSQ                | disqualifiziert (disqualified)                                   |
| Weiß     | DNS                | nicht am Start (did not start)                                   |
| Weiß     | WD                 | zurückgezogen (withdrawn)                                        |
| Hellblau | PO                 | nur am Training teilgenommen (practiced only)                    |
| Hellblau | TD                 | Freitags-Testfahrer (test driver)                                |
| ohne     | DNP                | nicht am Training teilgenommen (did not practice)                |
| ohne     | INJ                | verletzt oder krank (injured)                                    |
| ohne     | EX                 | ausgeschlossen (excluded)                                        |
| ohne     | DNA                | nicht erschienen (did not arrive)                                |
| ohne     | C                  | Rennen abgesagt (cancelled)                                      |
| ohne     | keine WM-Teilnahme |                                                                  |
| sonstige | P/fett             | Pole-Position                                                    |
| sonstige | 1/2/3/4/5/6/7/8    | Punktplatzierung im Sprint-/Qualifikationsrennen                 |
| sonstige | SR/kursiv          | Schnellste Rennrunde                                             |
| sonstige | *                  | nicht im Ziel, aufgrund der zurückgelegten Distanz aber gewertet |
| sonstige | ()                 | Streichresultate                                                 |
| sonstige | unterstrichen      | Führender in der Gesamtwertung                                   |

#### Rekorde
- Meiste Grand-Slams (absolut): 8
- Meiste Grand-Slams in einer Saison: 3 (1963)
- Meiste Grand-Slams in Folge: 2 (Niederlande 1963 – Frankreich 1963)[# 1]
- Meiste Saisons in Folge mit mindestens einem Grand-Slam: 4 (1962 – 1965)[# 2]

Anmerkungen
1. ↑  Zusammen mit Alberto Ascari und Sebastian Vettel
2. ↑  Zusammen mit Max Verstappen

### Le-Mans-Ergebnisse
| Jahr | Team           | Fahrzeug              | Teamkollege   | Platzierung | Ausfallgrund     |
| ---- | -------------- | --------------------- | ------------- | ----------- | ---------------- |
| 1959 | Border Reivers | Lotus Elite Mk.14     | John Whitmore | Rang 10     |                  |
| 1960 | Border Reivers | Aston Martin DBR1/300 | Roy Salvadori | Rang 3      |                  |
| 1961 | Border Reivers | Aston Martin DBR1/300 | Ron Flockhart | Ausfall     | Kupplungsschaden |

### Sebring-Ergebnisse
| Jahr | Team             | Fahrzeug           | Teamkollege | Platzierung | Ausfallgrund |
| ---- | ---------------- | ------------------ | ----------- | ----------- | ------------ |
| 1964 | Robert Scott Jr. | Ford Cortina Lotus | Ray Parsons | Rang 20     |              |

### Einzelergebnisse in der Sportwagen-Weltmeisterschaft
| Saison | Team                          | Rennwagen                             | 1   | 2   | 3   | 4   | 5   | 6   | 7   | 8   | 9   | 10  | 11  | 12  | 13  | 14  | 15  | 16  | 17  | 18  | 19  | 20  |
| ------ | ----------------------------- | ------------------------------------- | --- | --- | --- | --- | --- | --- | --- | --- | --- | --- | --- | --- | --- | --- | --- | --- | --- | --- | --- | --- |
| 1959   | Border Reivers Ecurie Ecosse  | Lotus Elite Tojeiro                   | SEB | TAR | NÜR | LEM | RTT |     |     |     |     |     |     |     |     |     |     |     |     |     |     |     |
| 1959   | Border Reivers Ecurie Ecosse  | Lotus Elite Tojeiro                   |     |     |     | 10  | DNF |     |     |     |     |     |     |     |     |     |     |     |     |     |     |     |
| 1960   | Border Reivers                | Aston Martin DBR1                     | BUA | SEB | TAR | NÜR | LEM |     |     |     |     |     |     |     |     |     |     |     |     |     |     |     |
| 1960   | Border Reivers                | Aston Martin DBR1                     |     |     |     | DNF | 3   |     |     |     |     |     |     |     |     |     |     |     |     |     |     |     |
| 1961   | Essex Racing Team             | Aston Martin DBR1                     | SEB | TAR | NÜR | LEM | PES |     |     |     |     |     |     |     |     |     |     |     |     |     |     |     |
| 1961   | Essex Racing Team             | Aston Martin DBR1                     |     |     | DNF | DNF |     |     |     |     |     |     |     |     |     |     |     |     |     |     |     |     |
| 1962   | Peter Berry Essex Racing Team | Lotus Elite Lotus 23 Aston Martin DB4 | DAY | SEB | SEB | MAI | TAR | BER | NÜR | LEM | TAV | CCA | RTT | NÜR | BRI | BRI | PAR |     |     |     |     |     |
| 1962   | Peter Berry Essex Racing Team | Lotus Elite Lotus 23 Aston Martin DB4 | 29  |     |     |     |     |     | DNF |     |     |     | DNF |     |     |     | DNF |     |     |     |     |     |
| 1964   | Robert Scott Lotus            | Ford Cortina Lotus 30                 | DAY | SEB | TAR | MON | SPA | CON | NÜR | ROS | LEM | REI | FRE | CCE | RTT | SIM | NÜR | MON | TDF | BRI | BRI | PAR |
| 1964   | Robert Scott Lotus            | Ford Cortina Lotus 30                 |     | 20  |     |     |     |     |     |     |     |     |     |     | 12  |     |     |     |     |     |     |     |
| 1965   | Lotus                         | Lotus 30 Lotus 38                     | DAY | SEB | BOL | MON | MON | RTT | TAR | SPA | NÜR | MUG | ROS | LEM | REI | BOZ | FRE | CCE | OVI | NÜR | BRI | BRI |
| 1965   | Lotus                         | Lotus 30 Lotus 38                     |     |     |     |     |     | DNF |     |     |     |     |     |     |     |     |     |     | DNF |     |     |     |